# Discurso sobre as Duas Novas Ciências
Discurso sobre as Duas Novas Ciências (original em italiano: Discorsi e dimostrazioni matematiche, intorno à due nuove scienze) publicado em 1638 e um livro científico de Galileo cobrindo o final muito de seu trabalho em física nos trinta anos anteriores. Foi escrito parte em italiano e parte em latim. Este trabalho é considerado uma das obras fundamentais mais importantes realizados em mecânica no século XVII, sendo os outros dois o Horologium Oscillatorium de  Christiaan Huygens e os Philosophiæ Naturalis Principia Mathematica de Isaac Newton (1687).
Depois de seu Diálogo sobre os Dois Principais Sistemas do Mundo, a Inquisição Romana proibiu a publicação de qualquer obra de Galileu, incluindo qualquer uma que ele pudesse escrever no futuro. Após o fracasso de suas tentativas iniciais de publicar Duas Novas Ciências na França, Alemanha e Polônia, foi publicado por Lodewijk Elzevir, que estava trabalhando em Leiden, Holanda do Sul, onde o mandado da Inquisição foi de menor importância. Fra Fulgenzio Micanzio, o teólogo oficial da República de Veneza, inicialmente se ofereceu para ajudar Galileu a publicar em Veneza a nova obra, mas ele apontou que publicar as Duas Novas Ciências em Veneza poderia causar a Galileu problemas desnecessários; assim, o livro acabou sendo publicado na Holanda. Galileu não pareceu sofrer nenhum dano da Inquisição por publicar este livro, pois em janeiro de 1639 o livro chegou às livrarias de Roma e todas as cópias disponíveis (cerca de cinquenta) foram vendidas rapidamente.
Os discursos foram escritos em um estilo semelhante aos Diálogos, nos quais três homens (Simplício, Sagredo e Salviati) discutem e debatem as várias questões que Galileu está tentando responder. Há uma mudança notável nos homens, entretanto; Simplício, em particular, não é mais tão simplório, teimoso e aristotélico como seu nome indica. Seus argumentos são representativos das primeiras crenças de Galileu, como Sagredo representa seu período intermediário, e Salviati propõe os modelos mais recentes de Galileu.

## Introdução

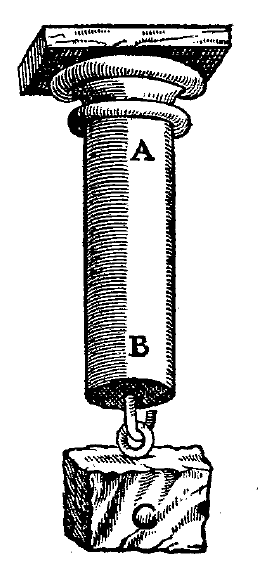
Figura 1 da seção Duas novas ciências de Galileu no primeiro dia

O livro é dividido em quatro dias, cada um abordando diferentes áreas da física. Galileo dedica Duas Novas Ciências ao Lorde Conde de Noailles.
No Primeiro Dia, Galileu abordou temas que foram discutidos na Física de Aristóteles e também na escola Aristotélica de Mecânica. Ele também fornece uma introdução à discussão de ambas as novas ciências. A semelhança entre os tópicos discutidos, questões específicas que são hipotetizadas, e o estilo e as fontes em toda a Galileu dão a espinha dorsal para seu primeiro dia. O Primeiro Dia apresenta os palestrantes do diálogo: Salviati, Sagredo e Simplício, o mesmo do Diálogo. Essas três pessoas são todas Galileu em diferentes estágios de sua vida, Simplício o mais jovem e Salviati, a contraparte mais próxima de Galileu. Ele também fornece uma introdução à discussão de ambas as novas ciências. O segundo dia aborda a questão da resistência dos materiais.
O terceiro e o quarto dias tratam da ciência do movimento. O terceiro dia discute o movimento uniforme e naturalmente acelerado, a questão da velocidade terminal foi abordada no primeiro dia. O quarto dia discute o movimento do projétil.
Em Duas Ciências, o movimento uniforme é definido como um movimento que, em quaisquer períodos iguais de tempo, cobre distâncias iguais. Com o uso do quantificador ″qualquer″, a uniformidade é introduzida e expressa de forma mais explícita do que nas definições anteriores.
Galileu começou mais um dia na força da percussão, mas não foi capaz de completá-lo para sua própria satisfação. Esta seção foi referenciada com freqüência nos primeiros quatro dias de discussão. Ele finalmente apareceu apenas na edição de 1718 das obras de Galileu. e é frequentemente citado como "Sexto Dia", seguindo a numeração na edição de 1898. Durante este dia adicional, Simplício foi substituído por Aproino, um ex-estudioso e assistente de Galileu em Pádua.

## Resumo
Os números das páginas no início de cada parágrafo são da versão de 1898, atualmente adotada como padrão.

### Dia um: Resistência dos corpos à separação
[50] Discussões preliminares. Sagredo (considerado o Galileu mais jovem) não consegue compreender porque com as máquinas não se pode discutir do pequeno ao grande: "Não vejo que as propriedades dos círculos, triângulos e... figuras sólidas devam mudar com o seu tamanho". Salviati (falando por Galileu) diz que a opinião comum está errada. A escala é importante: um cavalo que cai de uma altura de 3 ou 4 côvados quebra seus ossos, enquanto um gato que cai do dobro da altura não, nem um gafanhoto que cai de uma torre.
[56] O primeiro exemplo é uma corda de cânhamo construída a partir de pequenas fibras que se ligam da mesma forma que uma corda em torno de um molinete para produzir algo muito mais forte. Então, o vácuo que impede que duas placas altamente polidas se separem, embora deslizem facilmente, dá origem a um experimento para testar se a água pode ser expandida ou se um vácuo é causado. Na verdade, Sagredo observou que uma bomba de sucção não conseguia levantar mais do que 18 côvados de água e Salviati observou que o peso disso é a quantidade de resistência a um vazio. A discussão se volta para a resistência de um fio de cobre e se há pequenos espaços vazios dentro do metal ou se há alguma outra explicação para sua resistência.
[68] Isso leva a uma discussão dos infinitos e do contínuo e daí à observação de que o número de quadrados é igual ao número de raízes. Ele finalmente chega à conclusão de que "se qualquer número pode ser considerado infinito, deve ser unidade" e demonstra uma construção na qual um círculo infinito é aproximado e outro para dividir uma linha.
[85] A diferença entre uma poeira fina e um líquido leva a uma discussão sobre a luz e como o poder concentrado do sol pode derreter metais. Ele deduz que a luz tem movimento e descreve uma tentativa (malsucedida) de medir sua velocidade.
[106] Aristóteles acreditava que os corpos caíam a uma velocidade proporcional ao peso, mas Salviati duvida que Aristóteles já tenha testado isso. Ele também não acreditava que o movimento em um vazio fosse possível, mas como o ar é muito menos denso que a água, Salviati afirma que em um meio sem resistência (vácuo) todos os corpos - um cacho de lã ou um pouco de chumbo - cairiam na mesma velocidade. Corpos grandes e pequenos caem na mesma velocidade no ar ou na água, desde que tenham a mesma densidade. Como o ébano pesa mil vezes mais que o ar (que ele mediu), ele cairá apenas um pouco mais lentamente do que o chumbo, que pesa dez vezes mais. Mas a forma também importa - até mesmo um pedaço de folha de ouro (o mais pesado dos metais) flutua no ar e uma bexiga cheia de ar cai muito mais lentamente do que o chumbo.
[128] Medir a velocidade de uma queda é difícil por causa dos pequenos intervalos de tempo envolvidos e sua primeira forma de contornar isso usava pêndulos do mesmo comprimento, mas com pesos de chumbo ou cortiça. O período de oscilação foi o mesmo, mesmo quando a rolha foi balançada mais amplamente para compensar o fato de que logo parou.
[139] Isso leva a uma discussão sobre a vibração das cordas e ele sugere que não apenas o comprimento da corda é importante para o tom, mas também a tensão e o peso da corda.

### Dia dois: Causa de coesão
[151] Salviati prova que uma balança não só pode ser usada com braços iguais, mas também com braços desiguais e pesos inversamente proporcionais às distâncias do fulcro. Em seguida, ele mostra que o momento de um peso suspenso por uma viga apoiada em uma extremidade é proporcional ao quadrado do comprimento. É demonstrada a resistência à fratura de vigas de vários tamanhos e espessuras, apoiadas em uma ou ambas as extremidades.
[169] Ele mostra que os ossos dos animais têm que ser proporcionalmente maiores para animais maiores e do comprimento de um cilindro que se quebra com o seu próprio peso. Ele prova que o melhor lugar para quebrar um pedaço de pau colocado no joelho é no meio e mostra a que distância ao longo de uma viga um peso maior pode ser colocado sem quebrá-lo.
Ele prova que a forma ideal para uma viga apoiada em uma extremidade e suportando uma carga na outra é parabólica. Ele também mostra que os cilindros ocos são mais fortes do que os sólidos com o mesmo peso.

### Dia três: movimento naturalmente acelerado

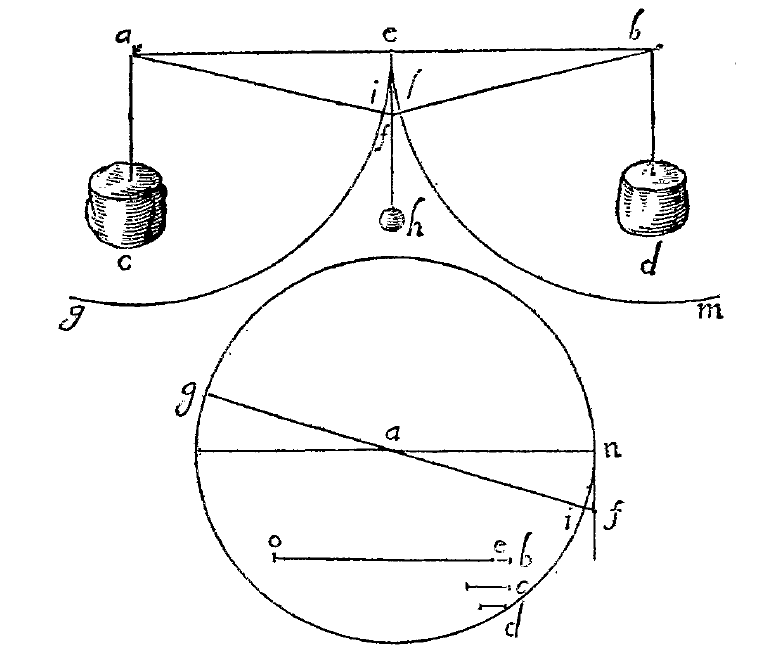
Última figura do quarto dia das duas novas ciências de Galileu

[191] Ele primeiro define o movimento uniforme (constante) e mostra a relação entre velocidade, tempo e distância. Ele então define o movimento uniformemente acelerado onde a velocidade aumenta na mesma quantidade em incrementos de tempo. Corpos em queda começam muito devagar e ele se propõe a mostrar que sua velocidade aumenta em simples proporcionalidade ao tempo, não à distância que ele mostra ser impossível.
[208] Ele mostra que a distância percorrida em movimento naturalmente acelerado é proporcional ao quadrado do tempo. Ele descreve um experimento no qual uma bola de aço foi rolada por uma ranhura em uma peça de molde de madeira de 12 côvados de comprimento (cerca de 5,5 m) com uma extremidade elevada em um ou dois côvados. Isso foi repetido, medindo os tempos ao pesar com precisão a quantidade de água que saiu de um tubo fino em um jato do fundo de um grande jarro de água. Dessa forma, ele foi capaz de verificar o movimento uniformemente acelerado. Ele então mostra que qualquer que seja a inclinação do plano, o quadrado do tempo necessário para cair uma dada altura vertical é proporcional à distância inclinada.
[221] Em seguida, ele considera a descida ao longo das cordas de um círculo, mostrando que o tempo é o mesmo que o da queda do vértice e várias outras combinações de planos. Ele dá uma solução errada para o problema da braquistócrona, alegando provar que o arco do círculo é a descida mais rápida. 16 problemas com soluções são fornecidos.

### Dia quatro: O movimento dos projéteis
[268] O movimento dos projéteis consiste em uma combinação de movimento horizontal uniforme e um movimento vertical naturalmente acelerado que produz uma curva parabólica. Dois movimentos em ângulos retos podem ser calculados usando a soma dos quadrados. Ele mostra em detalhes como construir as parábolas em várias situações e dá tabelas de altitude e alcance dependendo do ângulo projetado.
[274] A resistência do ar mostra-se de duas maneiras: afetando mais corpos menos densos e oferecendo maior resistência a corpos mais rápidos. Uma bola de chumbo cairá um pouco mais rápido do que uma bola de carvalho, mas a diferença com uma bola de pedra é insignificante. Porém, a velocidade não aumenta indefinidamente, mas atinge o máximo. Embora em velocidades pequenas o efeito da resistência do ar seja pequeno, é maior quando se considera, digamos, uma bala disparada de um canhão.
[292] O efeito de um projétil atingindo um alvo é reduzido se o alvo estiver livre para se mover. A velocidade de um corpo em movimento pode superar a de um corpo maior se sua velocidade for proporcionalmente maior que a resistência.
[310] Uma corda ou corrente esticada nunca está nivelada, mas também se aproxima de uma parábola.

### Dia adicional: A força da percussão
[323] Qual é o peso da água caindo de um balde pendurado em um braço de equilíbrio em outro balde suspenso no mesmo braço?
[325] Empilhamento de postes de madeira para fundações; martelos e a força da percussão.
[336] Velocidade de queda ao longo de planos inclinados; novamente no princípio da inércia.

## Metodologia
Muitos cientistas contemporâneos, como Gassendi, contestam a metodologia de Galileu para conceituar sua lei dos corpos em queda. Dois dos principais argumentos são que sua epistemologia seguiu o exemplo do pensamento platônico ou hipotético-dedutivista. Agora é considerado ex suppositione, ou seja, saber como e por que os efeitos de eventos passados para determinar os requisitos para a produção de efeitos semelhantes no futuro. A metodologia galileana espelhava a epistemologia aristotélica e arquimediana. Seguindo uma carta do Cardeal Belarmino em 1615, Galileu distinguiu seus argumentos e os de Copérnico como suposições naturais em oposição às "fictícias" que são "introduzidas apenas para fins de cálculos astronômicos", como a hipótese de Platão sobre excêntricos e equantes.
Os primeiros escritos de Galileu considerados Juvenilia, ou escritos juvenis, são considerados suas primeiras tentativas de criar notas de aula para seu curso "hipótese dos movimentos celestes" enquanto lecionava na Universidade de Pádua. Essas notas espelhavam as de seus contemporâneos no Collegio, bem como continham um "contexto aristotélico com decididos tons tomistas (São Tomás de Aquino)". Estes documentos anteriores Acredita-se que o encorajou a aplicar uma prova demonstrativa, a fim de dar validade a suas descobertas sobre o movimento.
A descoberta do fólio 116v dá evidências de experimentos que não haviam sido relatados anteriormente e, portanto, demonstraram os cálculos reais de Galileu para a Lei dos Corpos em Queda.
Seus métodos de experimentação foram comprovados pelo registro e recriação feitos por cientistas como James MacLachlan, Stillman Drake, RH Taylor e outros, a fim de provar que ele não apenas imaginou suas ideias como argumentou o historiador Alexandre Koyré, mas procurou prová-las matematicamente.
Galileu acreditava que o conhecimento poderia ser adquirido por meio da razão e reforçado por meio de observação e experimentação. Assim, pode-se argumentar que Galileu era um racionalista, e também que ele era um empirista.

## As duas novas ciências
As duas ciências mencionadas no título são a força dos materiais e o movimento dos objetos (os ancestrais da moderna engenharia de materiais e cinemática ). No título do livro, "mecânica" e "movimento" são separados, uma vez que na época de Galileu "mecânica" significava apenas estática e resistência dos materiais.

### A ciência dos materiais
A discussão começa com uma demonstração das razões pelas quais uma estrutura grande, proporcionada exatamente da mesma maneira que uma menor, deve ser necessariamente mais fraca, conhecida como lei do cubo-quadrado. Mais tarde na discussão deste princípio é aplicado à espessura necessária dos ossos de um animal de grande porte, possivelmente o primeiro resultado quantitativo em biologia, antecipando o trabalho de JBS Haldane em ser o tamanho certo, e outros ensaios, editado por John Maynard Smith.

### O movimento de objetos
Galileu expressa claramente, pela primeira vez, a aceleração constante de um corpo em queda, que ele foi capaz de medir com precisão diminuindo a velocidade usando um plano inclinado.
Em Duas Novas Ciências, Galileu (Salviati fala por ele) usou uma moldura de madeira, "12 côvados de comprimento, meio côvado de largura e três dedos de espessura" como uma rampa com uma ranhura reta, lisa e polida para estudar bolas rolantes (" uma bola de bronze dura, lisa e muito redonda "). Ele forrou a ranhura com " pergaminho, também o mais liso e polido possível". Ele inclinou a rampa em vários ângulos, efetivamente diminuindo a aceleração o suficiente para que pudesse medir o tempo decorrido. Ele deixaria a bola rolar uma distância conhecida pela rampa e usaria um relógio de água para medir o tempo necessário para mover a distância conhecida. Este relógio era
um grande recipiente com água colocado em uma posição elevada; ao fundo desta embarcação foi soldado um tubo de pequeno diâmetro dando um fino jato de água, que coletamos em um pequeno copo durante o tempo de cada descida, seja em toda a extensão do canal ou em parte de sua extensão. A água coletada era pesada e, após cada descida em uma balança muito precisa, as diferenças e proporções desses pesos davam-lhe as diferenças e proporções dos tempos. Isso foi feito com tal precisão que, embora a operação fosse repetida muitas e muitas vezes, não havia discrepância apreciável nos resultados. 

#### A lei dos corpos em queda
Embora Aristóteles tenha observado que objetos mais pesados caem mais rapidamente do que os mais leves, em Duas novas ciências Galileu postulou que isso não se devia a forças inerentemente mais fortes agindo sobre os objetos mais pesados, mas às forças contrabalançadas de resistência do ar e fricção. Para compensar, ele conduziu experimentos usando uma rampa pouco inclinada, alisada de forma a eliminar o máximo de atrito possível, sobre a qual rolou bolas de diferentes pesos. Dessa forma, ele foi capaz de fornecer evidências empíricas de que a matéria acelera verticalmente para baixo a uma taxa constante, independentemente da massa, devido aos efeitos da gravidade.
O experimento não relatado encontrado no fólio 116V testou a taxa constante de aceleração em corpos em queda devido à gravidade. Este experimento consistiu em deixar cair uma bola de alturas especificadas em um defletor, a fim de transferir seu movimento da vertical para a horizontal. Os dados dos experimentos de plano inclinado foram usados para calcular o movimento horizontal esperado. No entanto, foram encontradas discrepâncias nos resultados do experimento: as distâncias horizontais observadas discordavam das distâncias calculadas esperadas para uma taxa de aceleração constante. Galileu atribuiu as discrepâncias à resistência do ar no experimento não relatado e ao atrito no experimento de plano inclinado. Essas discrepâncias forçaram Galileu a afirmar que o postulado era válido apenas em "condições ideais", ou seja, na ausência de atrito e / ou resistência do ar.

#### Corpos em movimento
A física aristotélica argumentou que a Terra não deve se mover porque os humanos são incapazes de perceber os efeitos desse movimento. Uma justificativa popular para isso é o experimento de um arqueiro atirando uma flecha direto para o ar. Se a Terra estivesse se movendo, argumentou Aristóteles, a flecha deveria cair em um local diferente do ponto de lançamento. Galileu refutou este argumento em Duas novas ciências. Ele deu o exemplo dos marinheiros a bordo de um barco no mar. O barco está obviamente em movimento, mas os marinheiros não conseguem perceber esse movimento. Se um marinheiro largasse um objeto pesado do mastro, esse objeto cairia na base do mastro, e não atrás dele (devido ao movimento do navio). Este foi o resultado do movimento horizontal e vertical do navio, marinheiros e bola simultaneamente.

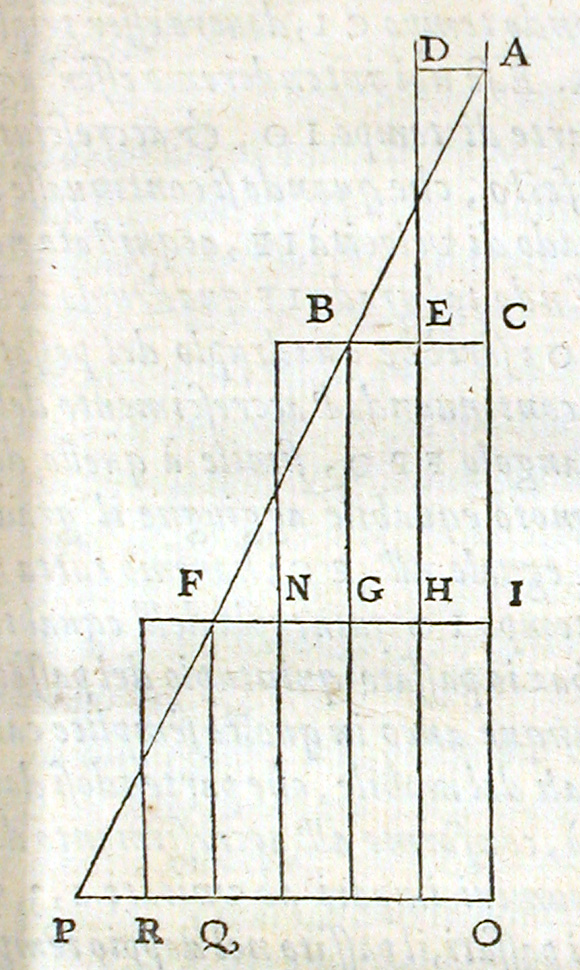
Imagem em Discorsi de Galileu (1638) ilustrando a relatividade dos movimentos

#### Relatividade dos movimentos
Um dos experimentos de Galileu com relação à queda dos corpos foi descrever a relatividade dos movimentos, explicando que, sob as circunstâncias certas, "um movimento pode ser sobreposto a outro sem efeito sobre qualquer um deles...". Em Duas novas ciências, Galileu defendeu esse argumento e ele se tornaria a base da primeira lei de Newton, a lei da inércia.
Ele coloca a questão do que acontece com uma bola lançada do mastro de um veleiro ou uma flecha disparada para o alto no convés. De acordo com Aristóteles. Pela física, a bola largada deve pousar na popa do navio, pois cai direto do ponto de origem. Da mesma forma, a flecha, quando disparada diretamente para cima, não deve pousar no mesmo local se o navio estiver em movimento. Galileo afirma que existem dois movimentos independentes em jogo. Um é o movimento vertical acelerado causado pela gravidade, enquanto o outro é o movimento horizontal uniforme causado pelo navio em movimento, que continua a influenciar a trajetória da bola através do princípio da inércia. A combinação desses dois movimentos resulta em uma curva parabólica. O observador não consegue identificar esta curva parabólica porque a bola e o observador compartilham o movimento horizontal transmitido a eles pelo navio, significando que apenas o movimento vertical perpendicular é perceptível. Surpreendentemente, Pierre Gassendi publicou os resultados dessas experiências em suas cartas intituladas De Motu Impresso a Motore Translato (1642).

## Infinito
O livro também contém uma discussão sobre o infinito. Galileu considera o exemplo dos números e seus quadrados. Ele começa observando que:
Não se pode negar que há tantos [quadrados] quantos números, porque cada número é uma raiz [quadrada] de algum quadrado: 1 ↔ 1, 2 ↔ 4, 3 ↔ 9, 4 ↔ 16 e assim por diante.
(Na linguagem moderna, há uma bijeção entre os elementos do conjunto de inteiros positivos N e o conjunto de quadrados S, e S é um subconjunto próprio da densidade zero.) Mas ele nota o que parece ser uma contradição:
No entanto, no início, dissemos que há muito mais números do que quadrados, uma vez que a maior parte deles não são quadrados. Não apenas isso, mas o número proporcional de quadrados diminui à medida que passamos para números maiores.
Ele resolve a contradição negando a possibilidade de comparar números infinitos (e de comparar números infinitos e finitos):
Podemos apenas inferir que a totalidade de todos os números é infinita, que o número de quadrados é infinito e que o número de suas raízes é infinito; nem é o número de quadrados menor do que a totalidade de todos os números, nem o último maior do que o anterior; e, finalmente, os atributos "igual", "maior" e "menor" não são aplicáveis a quantidades infinitas, mas apenas a quantidades finitas.
Esta conclusão, de que atribuir tamanhos a conjuntos infinitos deve ser considerado impossível, devido aos resultados contraditórios obtidos a partir dessas duas maneiras aparentemente naturais de tentar fazê-lo, é uma resolução para o problema que é consistente com, mas menos poderosa do que os métodos usado na matemática moderna. A resolução do problema pode ser generalizada considerando a primeira definição de Galileu do que significa conjuntos de tamanhos iguais, ou seja, a capacidade de colocá-los em correspondência um a um. Isso acaba gerando uma maneira de comparar os tamanhos de conjuntos infinitos que está livre de resultados contraditórios. Essas questões do infinito surgem de problemas de círculos giratórios. Se dois círculos concêntricos de raios diferentes rolam ao longo das linhas, então, se o maior não deslizar, parece claro que o menor deve deslizar. Mas de que maneira? Galileu tenta esclarecer o assunto considerando hexágonos e, em seguida, estendendo-se para girar 100 000 gons, ou n-gons, onde mostra que um número finito de deslizamentos finitos ocorre na forma interna. Eventualmente, ele conclui que "a linha percorrida pelo círculo maior consiste então em um número infinito de pontos que o preenchem completamente; enquanto o que é traçado pelo círculo menor consiste em um número infinito de pontos que deixam espaços vazios e apenas parcialmente preenchem o linha ", o que não seria considerado satisfatório agora.